# Boekmanstichting
De Boekmanstichting, gevestigd aan de Herengracht in Amsterdam, is een kenniscentrum voor kunst- en cultuurbeleid. Ze werd in 1963 opgericht door de Federatie van Kunstenaarsverenigingen. Initiatiefnemer was Jan Kassies, Garmt Stuiveling de eerste voorzitter. De stichting is vernoemd naar SDAP-politicus Emanuel Boekman, een voorstander van overheidsbeleid voor kunst. Hij was wethouder van onderwijs en kunstzaken van de gemeente Amsterdam van 1931 tot 1933 en van 1935 tot 1940, en promoveerde in 1939 op een proefschrift getiteld 'Overheid en kunst in Nederland'.
De Boekmanstichting verzamelt, analyseert en verspreidt informatie en kennis, om bij te dragen aan de informatiebasis onder het cultuurbeleid. Dat doet ze door onderzoek, het tijdschrift Boekman een kennisbank en aansprekende activiteiten.

## Cultuurmonitor
De Cultuurmonitor is een online instrument van de stichting voor en door de culturele sector. De monitor brengt gegevens samen over ontwikkelingen in het culturele leven en wil daarmee bijdragen aan een sterke cultuursector in Nederland. Gegevens en cijfers op de website www.cultuurmonitor.nl worden periodiek geüpdatet, maar één keer per jaar worden alle inzichten en de belangrijkste gegevens ook gebundeld in een jaarrapportage. De jaarrapportage biedt een jaar aan kennis over de sector en geldt als archief van de Cultuurmonitor.
De Boekmanstichting maakt de Cultuurmonitor sinds 2021 in opdracht van het ministerie van Onderwijs, Cultuur en Wetenschap, als opvolger van eerdere monitoringsinstrumenten als 'Cultuur in Beeld', 'Het culturele leven' en de 'Cultuurindex Nederland'.

## Kennisagenda
De Kennisagenda van de Boekmanstichting beoogt voor de culturele en creatieve sector, in wisselwerking met de Cultuurmonitor en andere bestaande initiatieven, meer richting te geven aan de opzet, uitvoering en implementatie van onderzoek en kennisdeling. Het is hiermee ondersteunend aan beleid, bestuur en debat binnen de culturele en creatieve sector.